# Spiroplasma lampyridicola
Spiroplasma lampyridicola è una specie di batterio appartenente alla famiglia delle Spiroplasmataceae.